# Suzan Anbeh
Suzan Anbeh (née le 18 mars 1970 à Oberhausen, en Rhénanie-du-Nord-Westphalie) est une actrice allemande.

## Biographie
Suzan Anbeh est née en 1970 à Oberhausen d'une mère allemande et d'un père iranien, médecin en Allemagne. À l'âge de 17 ans, elle quitte l'école et part s'installer à Paris, où elle commence une carrière de mannequin avant de se tourner vers le théâtre. Elle commence sa carrière cinématographique en 1993 avec le téléfilm français L’Homme de la maison et obtient son premier rôle important à Hollywood en incarnant Juliette dans le film French Kiss. Ces dernières années, elle a surtout joué dans des productions télévisées allemandes.
En 2008, elle se sépare de son compagnon, l'acteur Bernhard Schir. Depuis 2000, elle vit à Berlin avec leur enfant.

## Filmographie partielle

### Cinéma
- 1995 : French Kiss de Lawrence Kasdan : Juliette
- 1996 : Un beau jour de Michael Hoffman
- 1999 : Cinq minutes de détente de Tomas Roméro : Ester Maklowsky
- 2004 : Une famille allemande d'Oskar Roehler : Désirée
- 2006 : Fay Grim de Hal Hartley
- 2006 : Comme tout le monde de Pierre-Paul Renders : Zoé
- 2009 : The Door : La Porte du Passé (Die Tür) d'Anno Saul : Susanne Wiegand
- 2012 : Mann tut was Mann kann de Marc Rothemund : Lisa
- 2018 : Maya de Mia Hansen-Løve : Sigrid
- 2019 : Effigy de udo flohr : Gesche Gottfried

### Télévision
- 1998 : Blague à part : Ulla
- 2004 : L'Indomptable : Rebecca McHenry
- 2006 : Le mariage de mon ex : Paula Andersen
- 2007 : Un scénario presque parfait : Jacqueline
- 2008 : Le mari de mon amie
- 2008 : Sacrée famille de Peter Weissflog (téléfilm) : Maja Janson
- 2009 : L'infidèle imaginaire
- 2015 : Un passé si présent : Kate